# 舊霍普蘭 (加利福尼亞州)
舊霍普蘭（英語：Old Hopland）是位於美國加利福尼亞州門多西諾縣的一個非建制地區。該地的面積和人口皆未知。

## 地理
舊霍普蘭的座標為38°58′33″N 123°06′01″W / 38.97583°N 123.10028°W，而該地的平均海拔高度為152米（即499英尺）。